# Polugajewski-Variante
|   | a | b | c | d | e | f | g | h |   |
| 8 |   |   |   |   |   |   |   |   | 8 |
| 7 |   |   |   |   |   |   |   |   | 7 |
| 6 |   |   |   |   |   |   |   |   | 6 |
| 5 |   |   |   |   |   |   |   |   | 5 |
| 4 |   |   |   |   |   |   |   |   | 4 |
| 3 |   |   |   |   |   |   |   |   | 3 |
| 2 |   |   |   |   |   |   |   |   | 2 |
| 1 |   |   |   |   |   |   |   |   | 1 |
|   | a | b | c | d | e | f | g | h |   |

Die Polugajewski-Variante ist eine Variante in der Najdorf-Variante der Sizilianischen Verteidigung im Schach. Sie trägt den ECO-Code B96 und ist nach dem sowjetischen Großmeister Lew Polugajewski benannt, der sie systematisch untersuchte und viele Jahre lang anwendete. Einige seiner Analysen veröffentlichte er in dem 1980 erschienenen Buch Aus dem Labor des Großmeisters. In diesem Buch schildert er auch den schöpferischen Prozess seiner analytischen Arbeit. Ihre Hauptfortsetzung führt zu sehr scharfem Spiel.
Die Grundstellung der Variante entsteht nach den Zügen (siehe auch: Schachnotation):
1. e2–e4 c7–c5 (Die Sizilianische Verteidigung)
2. Sg1–f3 d7–d6 3. d2–d4 c5xd4 4. Sf3xd4 Sg8–f6 5. Sb1–c3 a7–a6 (die Najdorf-Variante)
6. Lc1–g5 e7–e6 7. f2–f4 b7–b5
Erstmals kam der Zug 7. … b7–b5 auf internationaler Ebene in der Partie Reicher – Krogius 1957 vor. Schwarz beabsichtigt sich mit Lb7, Sbd7 und Dc7 weiterzuentwickeln. Im Vergleich zur Hauptvariante 7. … Le7 würde also der Läufer auf f8 bleiben, wodurch Schwarz ein Tempo für sein Gegenspiel am Damenflügel gewinnt. Die Polugajewski-Variante ist eine von drei möglichen Versuchen, diese Aufstellung einzunehmen, die anderen sind 7. … Dd8–c7, 7. … Sb8–d7.
Nach den abwehrenden Zügen 8. a3 und 8. Ld3 hat Schwarz sein Ziel erreicht.
Das sofortige 8. e4–e5 durchkreuzt die schwarzen Pläne.
Der taktische Trick 8. … d6xe5 9. f4xe5 Dd8–c7 10. e5xf6 Dc7–e5+ 11. Lf1–e2 De5xg5 ermöglicht die Entfesselung.
Sowohl nach 12. 0–0 als auch 12. Dd1–d3 zeigt die jeweilige Antwort Ta8–a7 ein wichtiges Manöver für Schwarz in der Polugajewski-Variante. Mittels Ta7–d7 will Schwarz den weißen Druck in der d-Linie neutralisieren.
Deshalb wurde 10. Dd1–e2 Sf6–d7 11. 0–0–0 Lc8–b7 12. De2–g4 (12. Sxe6 fxe6 13. Dg4 Dxe5 14. Lxb5 axb5 15. The1 h5 16. Dh4 Dc5 17. Txe6+ Kf7) erfunden, worauf Dc7xe5 eine mögliche Vorgehensweise ist.
Nach 13. Lf1–d3 geht nur 13. … h7–h6! (13. … f5? 14. Sxf5 +- ; 13. … h5? 14. Dxe6 +- ; 13. … Lc5? 14. Sxe6 +-)
Versucht wurden nach 12. … Dc7xe5 noch 13. Lf1–e2 (Juri Sergejewitsch Balaschow), um sich die d-Linie nicht zu verstellen, und das Figurenopfer 13. Lf1xb5, mit der Idee, den Turm h1 schnell zu entwickeln. Nach a6xb5 14. Th1–e1 (14. Scxb5 h5? 15. Sc7+ Dxc7 16. Sxe6 De5 17. Sc7+ Dxc7 18. De2+ Se5 19. Dxe5+ Dxe5 20. Td8 matt) h7–h5! 15. Dg4–h4 De5–c5! entstehen scharfe Positionen, in denen Weiß versucht, seinen Entwicklungsvorsprung gegen den in der Mitte befindlichen schwarzen König auszunutzen.